# Corrêa dos Santos
Fernando Corrêa dos Santos (Lisboa, 1 de junho de 1934), é um repórter fotográfico português, considerado o decano da fotografia portuguesa.
Iniciou-se na fotografia em 1947, aos 13 anos, no entanto a sua atividade profissional só começou em 1952 como colaborador permanente de várias revistas e posteriormente em todos os jornais diários de expansão nacional. Entre as diversas distinções que recebeu ao longo da sua carreira destacam-se o Prémio Gazeta e o Prémio do Clube Português de Imprensa, ambos em 1987.
Foi o primeiro repórter fotográfico a captar imagens do incêndio do Chiado que deflagrou a 25 de Agosto de 1988.

## Vida e obra
Fernando Corrêa dos Santos, filho e neto de modistas de alta-costura, nasceu no Chiado, em Lisboa, onde cresceu e ainda vive.
Em diversas entrevistas que deu à comunicação social, o decano da fotografia portuguesa conta que a sua avó teve necessidade de arrendar um quarto, foi a um fotógrafo profissional e via-o sempre a correr para um lado e para outro. Os pais de Fernando separaram-se tinha ele quatro anos e este sentiu que devia trabalhar para ajudar a mãe. Começou no laboratório J.C. Alvarez, próximo de casa, ganhando sete escudos e cinquenta centavos por semana, como aprendiz, mas pouco depois mudava-se para os Laboratórios Fotográficos IFE, a ganhar 150 escudos por mês.
Iniciou-se no jornalismo em O Mundo Ilustrado, a fazer reportagens de certa envergadura. Ganhava 25 escudos por fotografia. Tinha 18 anos. Começou com máquinas emprestadas pelo engenheiro Castelo Branco, e também usava o seu laboratório.
É aos 23 anos que faz uma das suas fotografias mais icónicas: a da rainha Isabel II. Conta que acompanhou a rainha desde o Cais das Colunas até ao Parque Eduardo VII, a correr, atrás do coche. Fotografou-a a acenar para a multidão, com uma câmara Voigtländer Bessa 2. Refere que de Inglaterra até chegou um telegrama a felicitá-lo e a encomendar a fotografia para ser oferecida à própria Isabel II.
No entanto, para o fotógrafo, uma das fotografias que considera mais única é a de Salazar a beijar a mão do cardeal Cerejeira, “Mais ninguém apanhou aquele momento, tanto quanto sei. Foi num 10 de junho, depois das condecorações no Terreiro do Paço”, disse em entrevista ao jornal Correio da Manhã.
Corrêa dos Santos colaborou com várias revistas de onde se destacam a Portugal Ilustrado, Flama, R&T, Flash e TV Guia. Em 1967, começou a trabalhar no Diário Popular, então dirigido por Francisco Pinto Balsemão, fazendo as férias de Judah Benoliel, que vem a falecer nessa altura, permanecendo no jornal até 1991. Ao longo da sua vida, colaborou com todos os jornais nacionais, fornecendo reportagens pontuais.
Pela sua objetiva passaram muitas personalidades dos mais diversos quadrantes, desde as artes até à ciência. Fotografou, em Coimbra, Christian Barnard, o primeiro cirurgião no Mundo a realizar transplantes de coração. Captou inúmeras imagens de Raúl Solnado, Eunice Muñoz, Ruy de Carvalho, João Perry e tantos outros atores, músicos, políticos e outras personalidades portuguesas.
Disse presente noutros momentos da história portuguesa como o 25 de Abril de 1974, a inauguração do estádio do Benfica, o primeiro ‘bebé-proveta’ português, em 1986, no Hospital de Santa Maria, com o médico António Pereira Coelho; a tragédia de Camarate que vitimou o primeiro-ministro Francisco Sá Carneiro e outros políticos da altura.
Em 2015, publicou o livro “Portugal da década de 50 aos dias de hoje. 100 Fotografias únicas comentadas pelos seus protagonistas”, edição Prime Books, reeditado em 2021 com o ISBN 978-98965-529-2-3.
Entre as suas várias distinções, contam-se o Prémio Gazeta (1987), o Prémio do Clube Português de Imprensa (1987), Prémios da Feira do Livro (1972, 1973, 1982, 1983, 1987, 1988 e 1989) e o Prémio de reportagem fotográfica sobre a Feira Popular de Lisboa (1984).
No dia 10 de abril de 2025, foi distinguido com a Medalha de Mérito Cultural pela Câmara Municipal de Lisboa.